# Консервативна партія (Болівія)
Консервативна партія (ісп. Partido Conservador) — одна з двох основних політичних партій Болівії наприкінці XIX століття. У 1880–1899 роках всі президенти Болівії були представниками Консервативної партії.